# Doping im Triathlon
Wie in allen Sportarten gab es in der Geschichte der Sportart Triathlon auch immer Verdachtsmomente wie auch nachgewiesene Fälle der Einnahme unerlaubter Substanzen oder der Nutzung unerlaubter Methoden zur Leistungssteigerung oder -erhaltung. Insbesondere seit den 2000er-Jahren und um dem Dopingskandal Fuentes im Radsport nahmen systematische Kontrollen im Triathlon erheblich zu. Der Umfang an Doping im Triathlon wurde allerdings stets als nicht mit dem z. B. im Radsport vergleichbar angesehen: Triathlon ist auch im professionellen Bereich – im Vergleich zum Radsport mit seinen professionellen Teamstrukturen – durch Individualisten geprägt. Zudem liegen die finanziellen Einnahmen professioneller Triathleten weit unterhalb denen von Profisportlern in anderen Sportarten.

## Begriffsbestimmung
Der Anti-Doping Code der Deutschen Triathlon Union (DTU) definiert Doping als
- das Vorhandensein einer verbotenen Substanz, ihrer Metaboliten oder Marker in der Probe
- der versuchte oder erfolgte Gebrauch einer verbotenen Substanz oder Methode (z. B. Blutdoping)
- die Umgehung der Probenahme oder die Weigerung oder das Unterlassen, sich einer Probenahme zu unterziehen
- drei versäumte Kontrollen und/oder Meldepflichtversäumnisse innerhalb von 12 Monaten
- versuchte oder erfolgte unzulässige Einflussnahme auf irgendeinen Teil des Dopingkontrollverfahrens (z. B. der Beeinträchtigung des Personals zur Probenahme, Angabe falscher Informationen oder Einschüchterung potentieller Zeugen)
- Besitz einer verbotenen Substanz oder Methode
- versuchtes oder erfolgtes Inverkehrbringen einer verbotenen Substanz oder Methode
- versuchte oder erfolgte Verabreichung verbotener Substanzen oder Methoden innerhalb oder außerhalb eines Wettkampfs
- Unterstützung, Aufforderung, Beihilfe, Anstiftung, Verschleierung oder jede sonstige vorsätzliche Beteiligung im Zusammenhang mit einem erfolgten oder versuchten Verstoß gegen Anti-Doping-Bestimmungen
- Der Umgang in beruflicher oder sportlicher Funktion mit einem gesperrten Athletenbetreuer (auch über Stroh- oder Mittelsmänner)

## Meldepflicht
Dem Testpool gehören obligatorisch die Kaderathleten an, zusätzlich können Triathleten durch Beantragung eines Elitepasses Mitglied des „Sonderkaders Trainingskontrollen“ (ST-Kader) werden. Mitglieder des Testpools sind seit 2009 verpflichtet, vierteljährlich im Voraus für jeden Tag ihren Aufenthaltsort inklusive Postadresse und Telefonnummer sowie einem mindestens 60-minütigen Zeitfenster zu benennen, an dem sie dort erreichbar sind. Für die Meldung und Verwaltung der Aufenthaltsinformationen der Athleten nutzt die Welt-Anti-Doping-Agentur (WADA) die internetbasierte Datenbank ADAMS (Anti-Doping Administration and Management System).
Die Mitglieder des Testpools werden von den nationalen Dachverbänden (z. B. DTU) an die nationalen Dopingagenturen aufgeteilt in den Registered Testing Pool (RTP) mit den besten Athleten, die die häufigsten Trainingskontrollen erhalten, den Nationalen Testpool (NTP) sowie den sogenannten Allgemeinen Testpool (ATP) gemeldet. Bei Auslandsaufenthalten wie z. B. Trainingslagern beauftragt die nationale Dopingagentur die des jeweiligen Landes mit der Durchführung der Tests.

## Kontrollen
2014 führte die Nationale Anti-Doping Agentur Deutschland (NADA) insgesamt 621 Trainingskontrollen an Triathleten durch, dabei wurden 449 Urin- und 172 Blutproben kontrolliert. Des Weiteren wurden 203 Wettkampfkontrollen (198 Urin- und 5 Blutkontrollen) durchgeführt. Zwei Meldepflichtverstöße wurden festgestellt. Bei je zwei Trainings- und Wettkampfkontrollen wurde ein versuchter Gebrauch einer verbotenen Substanz bzw. einer verbotenen Methode festgestellt.
2004 sind von der NADA 101 Trainings- und 80 Wettkampfkontrollen durchgeführt worden, bei denen eine positive Probe (Testosteron) auftrat. Bei 21 der Trainingskontrollen wurde auf Epo im Urin geprüft.
Zum Vergleich: 2004 wurden 88 Trainingskontrollen an Fußballern aus Vereinen des Deutschen Fußball-Bundes, der insgesamt über rund 7 Millionen Mitglieder verfügt, durchgeführt, 656 im Jahr 2014. Im Jahr 2013 war der Deutsche Leichtathletik-Verband mit seiner fast um den Faktor sechzehn höheren Zahl an Athleten der einzige deutsche Sportverband, in dessen Bereich mehr Doping-Kontrollen durchgeführt wurden als im Triathlon.

## Geschichte des Dopings im Triathlon
Zu den ersten spektakulären Dopingfällen zählte – noch vor der Gründung eines Weltverbandes – der positive Test von Scott Molina 1988 beim Triathlon Longue Distance de Nice auf Nandrolon. Auch die spätere Gegenanalyse war positiv. Molina verlor daraufhin Nike als seine Hauptsponsor und zog zum Beweis seiner Unschuld vor Gericht, wobei ihn dieser Rechtsstreit rund 60.000 US-Dollar kostete.
Der französische Verband F.F.TRI sperrte Molina für ein Jahr, der amerikanische Verband USA Triathlon sah allerdings aufgrund der Abläufe der Tests von einer Sperre ab, so dass Molina vier Wochen später beim Ironman Hawaii antreten und gewinnen konnte. Zwei Jahre später wurden 1990 erstmals auch Dopingtests beim Ironman Hawaii durchgeführt.
1998 wurde Olivier Bernhard, dessen Zusammenarbeit mit Michele Ferrari bekannt war, nach einem positiven Test auf Nandrolon beim Powerman Zofingen für ein Jahr gesperrt. Monate später erfolgte nach der Auswertung von über 100 Urinproben ein Freispruch: Die geringe Menge von Nandrolon lasse nicht zwingend auf die Einnahme einer verbotenen Substanz schließen. Im selben Jahr kam es beim Ironman Hawaii zu einer positiven Kontrolle des Fünftplatzierten Spencer Smith auf Nandrolon. Der Internationale Sportgerichtshof bestätigte 17 Monate später zwar das Vorhandensein der Substanz, sah aber aufgrund eines Berechnungsfehlers die Zuverlässigkeit des Tests in Frage gestellt, sodass Smith freigesprochen wurde.
Als im Oktober 2000 wenige Tage vor dem Ironman Hawaii die Verschärfung von Dopingkontrollen angekündigt wurde, sorgte die Abreise des Vorjahressiegers Luc Van Lierde am Tag vor dem Wettkampf für Aufsehen.
Im gleichen Jahr gehörte Triathlon erstmals zum Programm Olympischer Spiele. Der Weltverband International Triathlon Union (ITU) stand allerdings wegen laxer Kontrollmechanismen in der Kritik: Lediglich 2000 US-Dollar jährlich waren jährlich für Dopingkontrollen vorgesehen, ein Betrag, der zur Finanzierung der Kontrolle eines Dutzends Urinproben reichte.
2002 schuf die ITU einen Satz von Anti-Doping-Regularien und übertrug die Kontrollen der Welt-Anti-Doping-Agentur (WADA).
2002 wurde dem amtierenden kanadische Vizemeister im Triathlon, Kelly Guest wenige Tage vor dem Start der Commonwealth Games 2002 wegen eines positiven Tests auf Nandrolon das Startrecht entzogen, nach Test der B-Probe folgte eine zweijährige Sperre.
2004 ergab eine Studie an der Deutschen Sporthochschule Köln, dass positive Dopingfälle mit dem Metaboliten Norandrosteron auf verunreinigte Nahrungsergänzungsmittel zurückzuführen sein können.
Nach dem Ironman Germany 2004 in Frankfurt wurde Katja Schumacher von der Disziplinarkommission der Deutschen Triathlon Union (DTU) für ein Jahr gesperrt.
Katja Schumacher bekräftigte in ihrem Kampf um die positiven A- und B-Proben ihren Standpunkt, dass sie zu keiner Zeit unerlaubte Mittel zur Leistungssteigerung eingenommen habe. Aufgrund der Unklarheit dieses Falles wurde die Sperre nach 10 Monaten wieder aufgehoben und die Disziplinarkommission beschloss, dass es wegen der Unklarheiten des Falls auch nicht „Sperre“ genannt werden dürfe.
Am 16. Oktober 2004 fand der spektakulärste Dopingfall im Triathlon statt: mit Nina Kraft lief erstmals eine Deutsche als erste Frau über die Ziellinie des Ironman Hawaii.
Wenige Wochen später gestand Nina Kraft allerdings Epo-Doping.

Es folgte eine Welle der Empörung, die in einer Morddrohung gipfelte. Die Athletin war am Tiefpunkt ihrer Sportkarriere und musste sich in psychiatrische Therapie begeben. Sie gab ihre EPO-Quelle nicht der Öffentlichkeit preis und wurde am 13. Dezember 2004 von der Anti-Doping-Kommission der DTU für zwei Jahre von allen Wettkämpfen ausgeschlossen. Das Verbandsgericht der DTU halbierte die Sperre später aus formaljuristischen Gründen auf 12 Monate, da die der Sperre zugrunde liegenden Regularien zum Zeitpunkt des Dopings noch nicht im Vereinsregister eingetragen worden waren.
Wenige Monate später im Frühjahr 2005 wurde die Olympiasiegerin von 2000, die Schweizerin Brigitte McMahon positiv auf EPO getestet und für zwei Jahre gesperrt.
Im Sommer 2005 unterzeichnete auch der heute zum chinesischen Dalian-Wanda-Konzern gehörende Veranstalter WTC den Wada Code und kündigte für die nächsten zwei Jahre die Einführung eines Dopingkontrollsystems für die bei den Wettkämpfen unter seinem Markenzeichen Ironman startenden Profi-Triathleten an.
Am 22. Mai 2006 wurde bei Jürgen Zäck bei einer Trainingskontrolle eine erhöhte Konzentration des Metaboliten Etiocholanolon festgestellt. Auf die Öffnung der B-Probe verzichtete Zäck, der im Anschluss an den wenige Wochen später stattfindenden Ironman Germany sein Karriereende angekündigt hatte. Er wurde wegen Dopings mit einer zweijährigen Sperre belegt.
Im August 2006 wurde Georg Swoboda nach seinem Sieg beim Austria-Triathlon bei einer Dopingkontrolle positiv auf das verbotene anabole Steroid Mesterolon kontrolliert und ihm der Staatsmeistertitel aberkannt.
Der Österreichische Triathlonverband (ÖTRV) verhängte eine zweijährige Sperre.
2007 warb der Veranstalter des Ironman Germany mit seinem Projekt „eiserne Transparenz“.
Einen Monat vor dem Rennen forderte der Veranstalter Xdream GmbH von den Profiathleten, die bei seiner Veranstaltung starten wollten, von ihm so genannte „eidesstattliche Erklärungen“. Diese beinhaltete die Bestätigung des Athleten weder Doping zu nutzen noch dies jemals getan zu haben.

Zu den Athleten gehörte auch Kai Hundertmarck, der vor seiner Triathlonkarriere im dopingverseuchten Team Telekom als Radprofi gestartet war.
Es folgte ein medienwirksamer Disput zwischen Athlet und Veranstalter, in dem der Athlet zwar die eidesstattliche Erklärung abgab, mit Hinweis auf Unvereinbarkeit bzgl. Sponsorenvereinbarungen aber dann seine Startzusage zurückzog. Der Veranstalter teilte daraufhin mit, dass Hundertmarck lebenslang nicht mehr bei seinen Veranstaltungen teilnehmen dürfe.
Wegen eines „auffälligen Befundes, der den Verdacht einer Manipulation nahe legt“ in einer unmittelbar vor dem Ironman Frankfurt im Juni 2007 von Lothar Leder abgegebenen freiwilligen Blutprobe trat der Veranstalter einige Tage nach dem Wettkampf an die Öffentlichkeit und kündigte seine Verträge mit Leder. Leder verwehrte sich vehement gegen den Manipulations-Verdacht und vermutete spezielles Training unter künstlicher Höhenluft auf dem Rad-Ergometer und die Nutzung eines speziellen Schlafzelts als mögliche Ursache für die Blutwerte. Die NADA distanzierte sich von dem Veranstalter, der bestätigte zu wissen, dass das angewandte Untersuchungsverfahren nicht anerkannt war und keine Möglichkeit zur sportrechtlichen Verwertung bot. Die Deutsche Triathlon Union (DTU) nahm Ermittlungen auf, sprach aber ausdrücklich kein Startverbot aus. Leder publizierte selbst die fraglichen Werte und stellte sie so zur Diskussion: Hämoglobin: 17,0 und 17,2 g/dl, Hämatokrit: 49,5 und 49,6 %, Retikulozyten: 0,31 und 0,25 %, Stimulationsindex / Off-Score-Wert: 136,59 und 142.
Mit einer einstweiligen Verfügung untersagte er dem Veranstalter Behauptungen aufzustellen, die Leder in Zusammenhang mit Doping rückten. Im April 2008 gab die DTU bekannt, dass „die Einnahme von verbotenen Substanzen oder die Anwendung unerlaubter Maßnahmen“ nicht nachgewiesen werden konnte und stellte das Verfahren ein. Lothar Leder verklagte daraufhin den Veranstalter auf Schadenersatz.
Im Juli 2007 gründete sich rund um Normann Stadler das Dresdner Kleinwort Triathlon Team, das 2009 in das Commerzbank Triathlon Team mit u. a. Timo Bracht, Markus Fachbach, Jan Raphael, Marino Vanhoenacker und Maik Twelsiek bestand und sich zu regelmäßigen Dopingkontrollen verpflichtete.
Drei Jahre nach Auslaufen der Sponsoring-Vereinbarung mit der Commerzbank ergab sich bei Nachuntersuchungen der NADA an den eingefrorenen Doping-Proben, dass bei keinem der betroffenen Sportler ein Doping-Verdacht bestände.
Bei einer Dopingkontrolle während einer Trainingsphase am 24. August 2007 wurde Wang Hongni der Missbrauch von Testosteron nachgewiesen. Der Weltverband sperrte die Athletin, die als Goldhoffnung für die Olympischen Sommerspiele 2008 in Peking galt, daraufhin für zwei Jahre.
Bei einer Trainingskontrolle am 22. März 2008 wurde die Österreicherin Lisa Hütthaler positiv auf das Blutdoping-Hormon getestet worden, und im Oktober 2008 wegen EPO-Dopings durch die Rechtskommission der Nationalen Anti-Doping Agentur Austria (NADA) für zwei Jahre gesperrt.
Die Sperre wurde am 6. April 2009 aufgrund ihres umfassenden Geständnis von der NADA auf 18 Monate reduziert.

Als erste Spitzensportlerin gab sie im März 2009 in einem Kurier-Interview Namen der Hintermänner und Details zu ihren Doping-Vorwürfen bekannt. So gab sie den Kinderkrebsarzt Andreas Zoubek sowie den Sportmanager Stefan Matschiner (früher auch Berater von Michael Rasmussen und Bernhard Kohl) als Doping-Lieferanten und -Verabreicher an. Beide wiesen alle Vorwürfe von sich.
Hütthaler kündigte an, künftig die NADA unterstützen zu wollen. Am folgenden Tag unterstrich und bestätigte ihr früherer Lebensgefährte und Betreuer – der Radrennfahrer und Triathlet Michael Dimmel – ihre Aussagen. Gleichzeitig wurde auch bekannt, dass die Staatsanwaltschaft wegen versuchter Bestimmung zum Amtsmissbrauch gegen sie ermittle. Hütthaler soll versucht haben, eine Mitarbeiterin in einem Labor in Seibersdorf, die ihre B-Probe analysieren sollte, mit 20.000 Euro dazu zu bringen, diese zu manipulieren. Sie selbst sprach in einem am 27. April 2009 veröffentlichten Gespräch mit dem Spiegel sogar von 50.000 Euro. Am 26. Juni 2009 wurde sie wegen Bestechung nicht rechtskräftig zu drei Monaten bedingter Haft verurteilt.
Im laufenden Doping-Verfahren gegen Bernhard Kohl gab dieser an, von Hannes Hempel das EPO-Mittel CERA erhalten zu haben. Weiters gab Lisa Hütthaler vor Gericht an, Hannes Hempel hätte ihr geraten, eine Labormitarbeiterin in Seibersdorf zu bestechen.
Das Strafverfahren gegen Hempel wurde von der Staatsanwaltschaft eingestellt und am 29. Juli 2009 gab die NADA bekannt, dass ein Dopingverfahren gegen Hannes Hempel eingeleitet worden sei. Am 15. Juni 2010 wurde Hannes Hempel von der NADA rückwirkend ab Mai 2008 für vier Jahre gesperrt. Hempel kündigte an, gegen die Sperre berufen zu wollen. Die Sperre wurde von der NADA am 10. Januar 2012 um vier Monate verkürzt, nachdem Hempel mit den Behörden kooperierte. Michael Weiß erhielt im Zusammenhang der Geständnisse von Kohl ebenfalls eine zweijährige Sperre.

Am 25. April 2013 wurde bekannt, dass Hannes Hempel bei einer Trainingskontrolle vom 8. März positiv auf Testosteron getestet worden ist. In weiterer Folge verzichtete er auf die Öffnung der B-Probe und erklärte seinen Rücktritt vom Profisport. Im Oktober wurde er daraufhin lebenslang gesperrt.
Im Januar 2017 erklärten die amerikanischen Profitriathletinnen Beth Gerdes und Lauren Barnett unabhängig voneinander, in Dopingtests positiv auf den selektiven Androgenrezeptor-Modulator „Ostarine“ getestet worden zu sein.
Im Februar 2023 wurde der US-amerikanische Profitriathlet Collin Chartier positiv auf EPO getestet und für drei Jahre gesperrt. Chartier gab die Manipulation zu und kündigte an, nach Ablauf der Sperre seine Karriere nicht wieder aufnehmen zu wollen.

## Doping im Amateurbereich
Bei der im Rahmen des Hamburg City Man ausgerichteten Weltmeisterschaft 2007 wurden erstmals auch Dopingkontrollen für Amateure durchgeführt.
2013 veröffentlichten die Universität Mainz und die Universität Tübingen das Ergebnis einer Studie mit 3000 anonym befragten Teilnehmern an vom zum chinesischen Dalian-Wanda-Konzerns gehörenden WTC in Deutschland veranstalteten Triathlons. Der Anteil der Sportler, die in den zwölf Monaten vor der Befragung zu illegalen und verbotenen Dopingmitteln gegriffen haben, wurde auf 13,0 % geschätzt. Die Verbreitung von Hirndoping, d. h. Konsum illegaler Substanzen und Pharmaka zur geistigen Leistungssteigerung wie etwa illegale Amphetamine, Modafinil oder Ritalin, wurde mit 15,1 % veranschlagt.